# Birkenhof (Hannover)

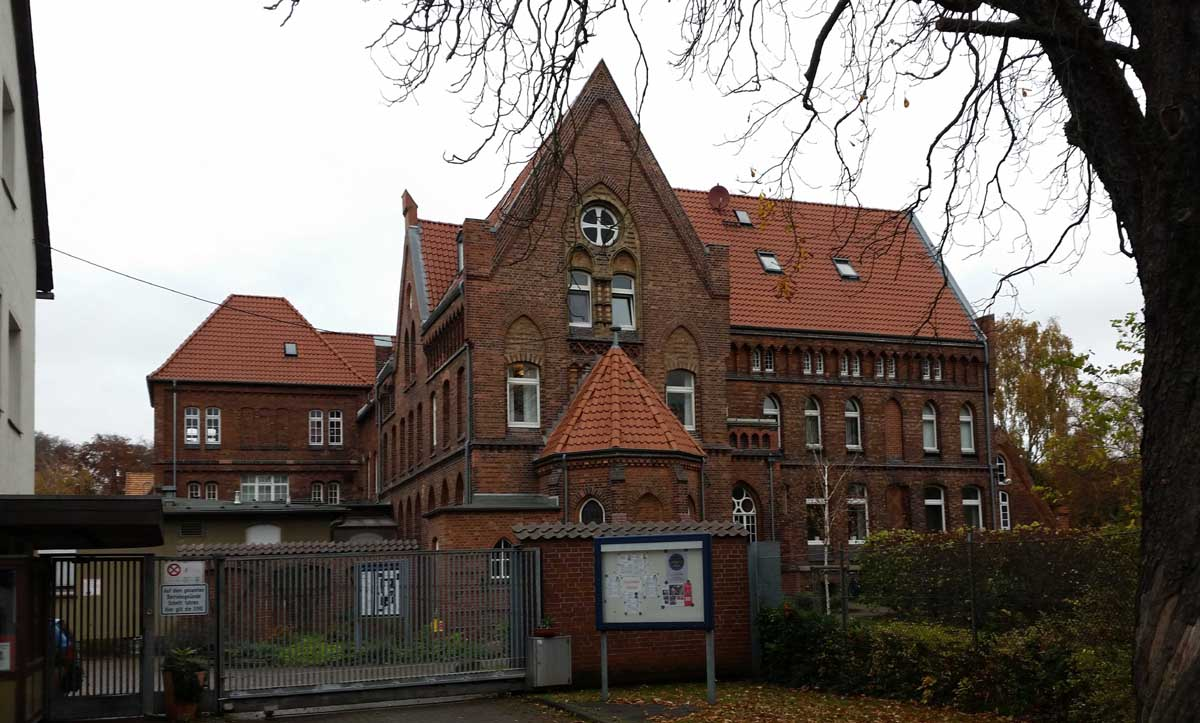
Gebäude des Birkenhof, 2015

Der Birkenhof ist ein ehemaliges Kinderheim im Stadtteil Kirchrode in Hannover. Heute ist die Einrichtung als Stiftung Bethel Hauptsitz des Stiftungsbereichs Bethel im Norden und betreibt mehrere Altenheime in Hannover.

## Beschreibung
Das Gebäude wurde 1879 vom Vorsteher der Henriettenstiftung ursprünglich als „Magdalenium Kirchrode“ für „gefährdete Mädchen und Frauen in Stadt und Provinz Hannover“ erbaut. Die „gefallenen oder bestraften“ Mädchen und Frauen wurden dem Heim durch Eltern und Behörden auch zwangsweise zugeführt. In der Einrichtung sollten sie lernen, ihren Lebensunterhalt durch Haus-, Küchen und Gartenarbeit zu bestreiten. Von der Gründung 1879 bis 1954 gab es über 8000 Heimaufnahmen. 1927 wurde das Magdalenium in „Birkenhof, Evangelische Fürsorge- und Krankenanstalten e.V., Hannover“ umbenannt; der Begriff Birke sollte als Symbol für „reines Mädchentum“ stehen.
Im Jahre 1947 übernahm der Birkenhof vom Landkreis Osterholz für die Innere Mission die Barackenanlage der ehemaligen Kriegsmarine in Neuenkirchen bei Schwanewede unter dem Namen „Evangelisches Hospital Neuenkirchen“ als Zweiganstalt. Die Rückgabe des Areals an die Bundeswehr erforderte ab 1962 eine Umsiedlung nach Lilienthal bei Bremen als neugegründetes und nunmehr selbstständiges „Evangelisches Hospital Lilienthal e.V.“ der Diakonie.
In den 1970er Jahren wurde der Birkenhof vom Verein „Evangelische Jugend- und Altenheime“ geführt, der dem Diakonischen Werk der Evangelischen Landeskirche Hannovers unterstand. Im Heim waren 108 Kinder und Jugendliche untergebracht. Der Aufenthalt dauerte aufgrund eines Antrags auf Erziehungshilfe bis zu einem Jahr. Nachts patrouillierte ein Wachmann mit Schäferhund in der Anlage. Sie war an den Innenseiten mit Stacheldraht gesichert. Ein Mädchen büßte bei einem Fluchtversuch einen Finger ein, ein anderes Mädchen sei nach einem Fluchtversuch querschnittgelähmt gewesen, berichtete Die Zeit. Der Bremer Sozialarbeiter Peter Brosch erstellte eine 32-seitige Dokumentation, in der er die „unhaltbaren und menschenunwürdigen“ Zustände in dem geschlossenen Heim kritisierte. Brosch berichtete, den Mädchen würden Valium, Haldol und Dominal verabreicht. Brosch erstellte Strafanzeige bei der Staatsanwaltschaft Hannover gegen die Leitung der Einrichtung. Hannovers Regierungspräsident ließ die Vorwürfe untersuchen und stellte fest, das Wohl der im Birkenhof befindlichen Mädchen sei nicht gefährdet und erkannte für „besondere aufsichtsbehördliche Maßnahmen“ keine Veranlassung.
Nach heftiger öffentlicher Kritik an den veralteten Erziehungsmethoden 1978 wurden neue Betreuungskonzepte entwickelt. Als die Einrichtung ab 2003 von Insolvenz bedroht war, übernahm die Stiftung Bethel den Birkenhof 2007 und machte ihn zum Hauptsitz des Stiftungsbereichs Bethel im Norden.
Heute betreibt der Birkenhof Altenhilfe und Altenpflege in fünf Pflegeheimen und einem Wohnstift in Hannover. Mit etwa 700 Beschäftigten und rund 800 Pflegeplätzen ist es die größte Einrichtung ihrer Art in der Stadt. Außerdem bildet der Birkenhof in Pflegeberufen aus. Die Birkenhof Jugendhilfe gGmbH betreibt eine Reihe von Wohngruppen in Hannover, die sie vom Birkenhof aus verwaltet.